# Paul John Knowles
Pour les articles homonymes, voir Knowles.
Paul John Knowles (25 avril 1946 – 18 décembre 1974), connu aussi sous les noms de « Lester Daryl Gates » et « Daryl Golden », est un tueur en série américain, connu également sous le pseudonyme du « Casanova tueur », lié à la mort de 18 personnes en 1974, mais qui déclare avoir fait 35 victimes.

## Jeunesse
Né à Orlando en Floride, son père, condamné pour un crime mineur l'abandonna et il vécut en famille d'accueil et en maison de correction. Knowles lui-même fut incarcéré pour la première fois à l’âge de 19 ans, et dans les années suivantes, il passa plus de temps en prison. En 1974, il eut droit à une libération conditionnelle grâce aux efforts d'Angela Covic, avec qui il avait entretenu une correspondance alors qu’il était en prison. Alors que Covic avait d'abord accepté sa proposition de mariage, elle mit fin à leur relation sur les conseils d'une voyante.

## Meurtres
Après ce rejet, Knowles commit une suite de meurtres à travers le nord de la Floride. Il fut finalement capturé en Géorgie puis renvoyé en Floride.

## Mort
Le 18 décembre 1974, Knowles était menotté à l'arrière d'une voiture et escorté par le shérif Earl Lee et l'agent du FBi Ronnie Angel. Il se libéra de ses menottes à l'aide d'un trombone qu'il avait dissimulé et tenta de prendre l'arme de Lee, la déchargeant à travers son étui. Alors que Lee luttait avec Knowles, Angel, tout en essayant de garder le contrôle du véhicule, lui tira trois balles dans la poitrine, le tuant instantanément.

## Victimes
- Alice Curtis, 65 ans, résidente de Jacksonville en Floride – Knowles la bâillonna le 26 juillet 1974 alors qu’il volait ses biens personnels. Elle mourut étouffée sous le bâillon.
- Lillian et Mylette Anderson, âgées de 11 et 7 ans respectivement, ont été étranglées au début du mois d’août 1974 et subséquemment abandonnées dans une mare tout près.
- Marjorie Howe vivait à Atlantic Beach en Floride. Elle fut étranglée avec un bas de nylon. Le motif, apparemment, était que Knowles avait volé sa télévision.
- La cinquième victime demeure sans nom. Elle était une auto-stoppeuse que Knowles a violée et étranglée.
- Kathy Pierce fut étranglée avec le cordon de son téléphone le 23 août 1974. Son fils de 3 ans, qui était aussi présent, ne fut pas blessé.
- William Bates fut assassiné le 3 septembre après avoir partagé quelques verres avec Knowles à Lima dans l’Ohio. Son corps ne fut pas découvert avant octobre. Sa voiture, son argent et ses cartes de crédit furent tous pris par Knowles.
- Emmett et Lois Johnson campaient à Ely dans le Nevada, où Knowles les assassina tous les deux le 18 septembre.
- Charlynn Hicks fut assassinée le 21 septembre. Sa motocyclette cassa à Seguin au Texas. Knowles la viola avant de l’étrangler et de déplacer son corps à travers du barbelé.
- Ann Dawson, de Birmingham dans l’Alabama, rencontra Knowles le 23 septembre. Ils voyagèrent ensemble pour quelque temps, jusqu’à ce que Knowles la tue le 29 septembre. Son corps ne fut jamais retrouvé.
- Karen Wine et sa fille de 16 ans furent assassinées le 16 octobre. Elles ont été attachées, violées et étranglées avec un bas de nylon. Elles furent découvertes par la fille aînée de Wine. Un enregistreur manquait à leur maison.
- Doris Hovey, 53 ans, vivait à Woodford en Virginie. Elle fut tuée par Knowles avec le fusil de son mari le 19 octobre.
- Carswell et sa fille rencontrèrent Knowles le 6 novembre à Macon en Georgie et l’invitèrent à leur maison. Subséquemment, Knowles poignarda Carswell, qui eut une attaque de cœur avant que Knowles n’étrangle sa fille. Il tenta de s’engager dans de la nécrophilie avec son corps, mais n’y parvint pas.
- Edward Hilliard et Debbie Griffin faisaient de l’auto-stop près de Milledgeville en Georgie le 2 novembre. Le corps d’Hilliard fut retrouvé dans des bois tout près, mais les restes de Griffin ne furent jamais découverts. Il ne fut pas prouvé que Knowles les avaient tués, mais il était fortement soupçonné.
- Le policier Charles Eugene Campbell[2], de la Florida Hygway Patrol, fut enlevé lorsqu’il patrouillait puis abattu par Knowles dans le comté de Pulaski en Georgie.
- James Meyer était un homme d’affaires que Knowles prit en otage avec Campbell. Knowles le menotta à un arbre et les tua avec le pistolet du policier.